# Johan Larsson i Jonsjö
Johan August Larsson (i riksdagen kallad Larsson i Jonsjö och Larsson i Brålanda), född 20 december 1875 i Veddige, Hallands län, död 9 april 1947 i Solryd, Landa församling, Hallands län, var en svensk lantbrukare även verksam som riksdagspolitiker. 
Larsson ägde ett säteri i Veddige 1916-1922 samt en gård i Landa från 1935. Han var riksdagsledamot 1928–1934. Han var i riksdagsarbetet främst engagerad i jordbruksfrågor.